# Paradiso - Canto quinto

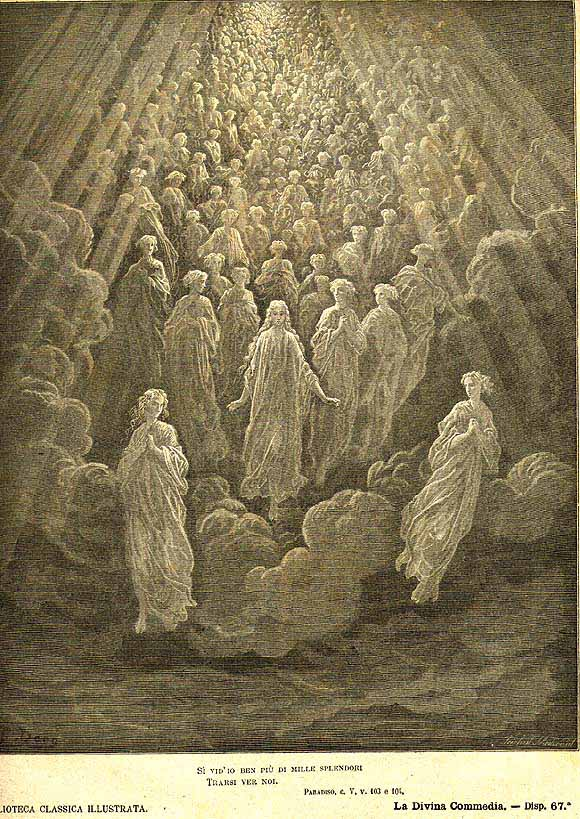
Un'anima parla con Dante, illustrazione di Gustave Doré

Il canto quinto del Paradiso di Dante Alighieri si svolge nel cielo della Luna e nel cielo di Mercurio, ove risiedono rispettivamente le anime di coloro che mancarono ai voti fatti e quelle di coloro che si attivarono per conseguire fama e onori terreni; siamo nel pomeriggio del 13 aprile 1300, o secondo altri commentatori del 30 marzo 1300.

## Incipit
(Anonimo commentatore dantesco del XIV secolo)

## Temi e contenuti

### La dottrina del voto - vv. 1-63
Prima di chiarire il dubbio di Dante emerso nel precedente canto, Beatrice spiega perché lei gli appaia così luminosa da abbagliarlo, e si compiace con il suo intelletto, il quale già accoglie l'eterna luce (ovvero il bene e la verità eterni). 
Inizialmente dimostra l'aspetto sacrale del voto, essendo questo un patto tra l'uomo e Dio (v.28): con esso, infatti, l'uomo fa sacrificio a Dio del dono più grande ricevuto dal suo Creatore, e non concesso alle altre creature, il libero arbitrio (vv. 19-24). Non può, dunque, usare nuovamente la libertà che egli ha sacrificato a Dio con un atto volontario.
Nonostante ciò, la Chiesa concede dispense dai voti. Beatrice distingue allora nel voto i due elementi essenziali: la materia del voto (castità, povertà...) e la convenienza (il patto con Dio). La materia può essere mutata, ma solamente col permesso della Chiesa e solo se la nuova offerta è superiore per valore alla prima. Non è possibile cancellare il patto se non quando il voto è stato adempiuto completamente.

### Ammonimento ai cristiani - vv. 64-84
Da qui consegue che i cristiani non devono considerare con leggerezza i voti che non possono mantenere. Beatrice conclude con una vibrante esortazione a tenere un comportamento più cauto e a seguire da presso gli insegnamenti delle Scritture e il magistero della Chiesa, per non rischiare di farsi deridere come "pecore matte" dagli Ebrei.

### Ascesa al cielo di Mercurio - vv. 85-99
Beatrice e Dante salgono poi al secondo cielo, quello di Mercurio, in cui si trovano le anime di coloro che in vita operarono il bene per conseguire onore e gloria.
Il passaggio al cielo di Mercurio è manifestato dal «trasmutar sembiante» di Beatrice (v.88): nel suo volto sempre più radioso, Dante può notare il proprio avanzamento nel cammino che lo porta alla conquista della verità eterna.

### Apparizione di una schiera di beati - vv. 100-139
In Mercurio appare una schiera foltissima di spiriti e Dante desidera sapere chi siano. Uno tra questi si rivolge al Poeta dichiarandosi pronto a soddisfare, in nome della carità, ogni sua domanda. Dante chiede di poter conoscere il suo nome e il motivo per il quale sia lì. Nel canto seguente l'anima in questione (che si scoprirà essere quella di Giustiniano) risponderà alle sue domande, e già col rivestirsi interamente di luce mostra la gioia di poter soddisfare la richiesta.

## Analisi

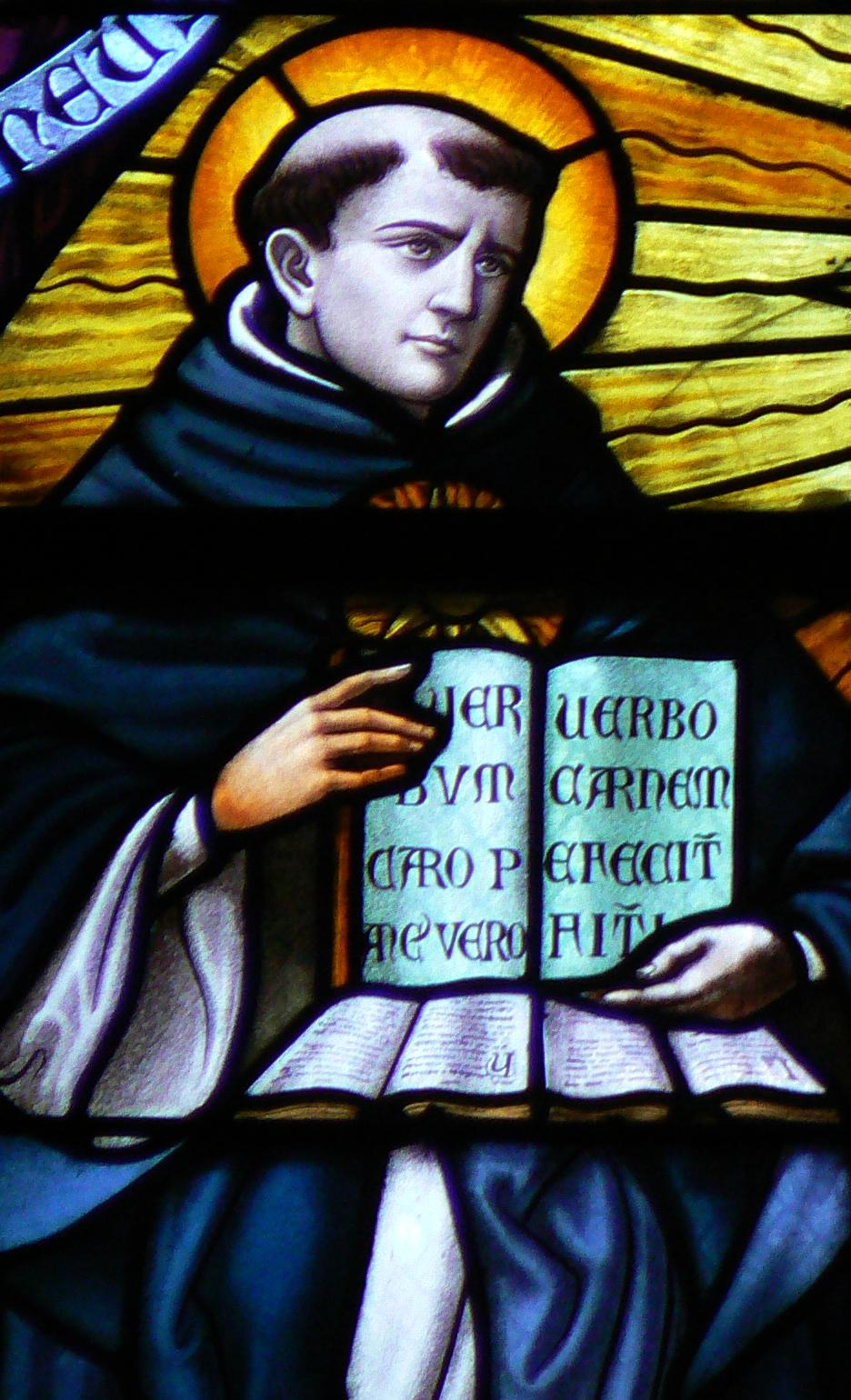
San Tommaso d'Aquino, presente nel Canto X, in una vetrata della Cattedrale di Saint-Rombouts, Mechelen (Belgio)

Il canto è occupato per più della metà dalla risposta al dubbio espresso da Dante alla fine del canto precedente sulla possibilità di riparare ad una inadempienza di voto con qualche altra buona opera. Il canto quinto si apre direttamente con le parole di Beatrice, che spiega come la luce sfolgorante del suo sguardo sia frutto e immagine dell'ardente spirito di carità che l'anima. (Il tema della luce e del suo significato spirituale è ricorrente). Ella affronta quindi il problema del voto, mettendo in primo piano il valore della libertà come il maggior dono fatto da Dio all'uomo. Se il patto liberamente contratto con Dio al momento del voto viene infranto, non c'è cosa che possa sostituirlo: sarebbe come far buon uso di "maltolletto" ovvero maltolto, frutto di rapina.
Esiste tuttavia la possibilità che la Chiesa conceda una dispensa dal voto. Beatrice spiega che il sacrificio di un proprio bene, liberamente assunto e offerto a Dio (la forma del voto), non può in alcun modo essere cancellato. La materia del voto, invece, può essere sostituita ma a precise condizioni e con il consenso della Chiesa, simboleggiata dalle chiavi d'argento (assoluzione) e d'oro (giudizio). Il pronunciare un voto, commenta Beatrice, è dunque un atto di grande serietà che non dev'essere compiuto con leggerezza (come fecero Iefte e Agamennone). I cristiani devono essere prudenti e prendere con ponderazione decisioni impegnative; del resto hanno già la guida delle Sacre Scritture e del magistero ecclesiastico.
Dopo questo ampio sviluppo dottrinale, che conclude il tema nato nel terzo canto, riprende la narrazione del viaggio celeste con il velocissimo passaggio dal cielo della Luna a quello di Mercurio. Beatrice si riveste di ancora maggiore luminosità al punto che il pianeta stesso ne risplende ulteriormente (v.97: "la stella si cambiò e rise"). Appaiono ora come "splendori" innumerevoli anime, che si avvicinano al pellegrino liete di poter manifestare a lui la propria carità, così come i pesci in acque limpide accorrono verso ciò che ritengono possa nutrirli. Dante, già desideroso di parlare con loro, riceve da una di quelle anime un saluto che lo incoraggia a parlare, e risponde ponendo la domanda sull'identità e la condizione che rinnova ad ogni incontro con gli spiriti dei vari cieli. L'anima accentua la sua luce in segno di gioia, al punto tale che le fattezze umane vengono nascoste, e "chiusa chiusa" (v.138) inizia a rispondere. La risposta però apre il canto seguente.
La prima parte del canto, dunque, esprime con la severità delle parole di Beatrice un deciso appello al rigore morale e spirituale, in cui è possibile riconoscere la posizione di Dante, che non esita a confutare la stessa affermazione di Tommaso d'Aquino che possa darsi una dispensa totale dal voto. Evidente anche la critica alla gerarchia ecclesiastica, che lucra denaro o beni materiali (v.79) mediante la pratica del condono dei voti. La durezza del giudizio è sottolineata dal linguaggio "comico" (in senso medioevale, ovvero di registro basso) nei vv.79-84.
Ai toni polemici fanno seguito il silenzio e la trasmutazione di Beatrice. Sono il segno del passaggio al cielo di Mercurio, la cui velocità è sottolineata dalla similitudine con una freccia che tocca il bersaglio prima che la corda dell'arco abbia finito di vibrare (vv.91-93). Dopo un passaggio descrittivo sullo splendore di Beatrice che si riverbera in quello della stella, una nuova similitudine, anch'essa di ambito quotidiano (vv.100-104), introduce l'incontro con le anime, e ben presto una voce invita Dante a parlare. Qui Dante poeta interrompe la narrazione rivolgendosi al lettore: se il racconto del poema finisse qui, la delusione del lettore sarebbe simile a quella che avrebbe provato Dante pellegrino se non si fosse rivelata l'identità delle anime. L'appello al lettore ha l'effetto di richiamare l'attenzione su qualcosa di particolarmente importante che sta per avvenire. La delusione infatti non c'è, perché le terzine conclusive danno l'avvio ad un colloquio illuminante che occuperà tutto il canto seguente. Il canto quinto si conclude in questa attesa, sottolineata dall'allitterazione e iterazione "nel modo che 'l seguente canto canta".